# Gliese 884
Désignations
Gliese 884 est une étoile située à ∼ 26,9 a.l. (∼ 8,25 pc) de la Terre dans la constellation du Verseau. Sa magnitude apparente est de 7,87 et elle est donc trop faible pour être visible à l'œil nu.
Gliese 884 est une naine orange de type spectral K7+Vk. Sa taille est de 64 % de celle du Soleil, sa luminosité de 10 % et sa température de surface est de 4 098 K.